# 295 Theresia
Theresia (asteroide 295) é um asteroide da cintura principal com um diâmetro de 27,72 quilómetros, a 2,3197461 UA. Possui uma excentricidade de 0,1703209 e um período orbital de 1 707,63 dias (4,68 anos).
Theresia tem uma velocidade orbital média de 17,81261121 km/s e uma inclinação de 2,70624º.
Esse asteroide foi descoberto em 17 de Agosto de 1890 por Johann Palisa.